# Prespes
Prespes (tiếng Hy Lạp: ?) là một khu tự quản ở vùng Tây Makedonías, Hy Lạp. Khu tự quản Prespes có diện tích 516 km², dân số theo điều tra ngày 18 tháng 3 năm 2001 là 2164 người.